# Logeerkamer
Een logeerkamer is een kamer in een huis waar gasten kunnen slapen.
In de logeerkamer staat vaak een bed dat permanent is opgemaakt, voor het geval dat er een keer iemand blijft slapen. Soms is er sprake van een mobiel bed zoals een stretcher of een luchtbed. Ook kan er sprake zijn van een uitklapbed. Logeerkamers komen vooral voor bij mensen met een groot huis en bij gezinnen waar één of meerdere kinderen het ouderlijk huis al hebben verlaten.